# Thomas-Philippe Wallard d’Hénin-Liétard
Thomas-Philippe Wallard d’Hénin-Liétard (ur. 12 listopada 1679 w Brukseli, zm. 5 stycznia 1759 w Mechelen) – niderlandzki kardynał.

## Życiorys
Urodził się 12 listopada 1679 roku w Brukseli jako syn Philippe’a Louisa d’Hénin-Liétard d’Alsace’a i Anne Louise Vermychen. Początkowo studiował filozofię, a następnie udał się do Rzymu, gdzie kontynuował nauki na Papieskim Uniwersytecie Gregoriańskim i uzyskał doktoraty z filozofii i teologii. 20 listopada 1701 roku przyjął święcenia diakonatu, a 15 października 1702 roku – prezbiteratu. Następnie został szambelanem Klemensa XI i wikariuszem generalnym Gandawy, podczas nieobecności biskupa. 16 grudnia 1715 roku został wybrany arcybiskupem Mechelen, a 19 stycznia następnego roku przyjął sakrę. 29 listopada 1719 roku, na prośbę cesarza rzymskiego i króla hiszpańskiego, został kreowany kardynałem prezbiterem i otrzymał kościół tytularny San Cesareo in Palatio. Od 1752 roku pełnił rolę protoprezbitera. Zmarł 5 stycznia 1759 roku w Mechelen, jako ostatni kardynał z nominacji Klemensa XI.